# Loriano Macchiavelli

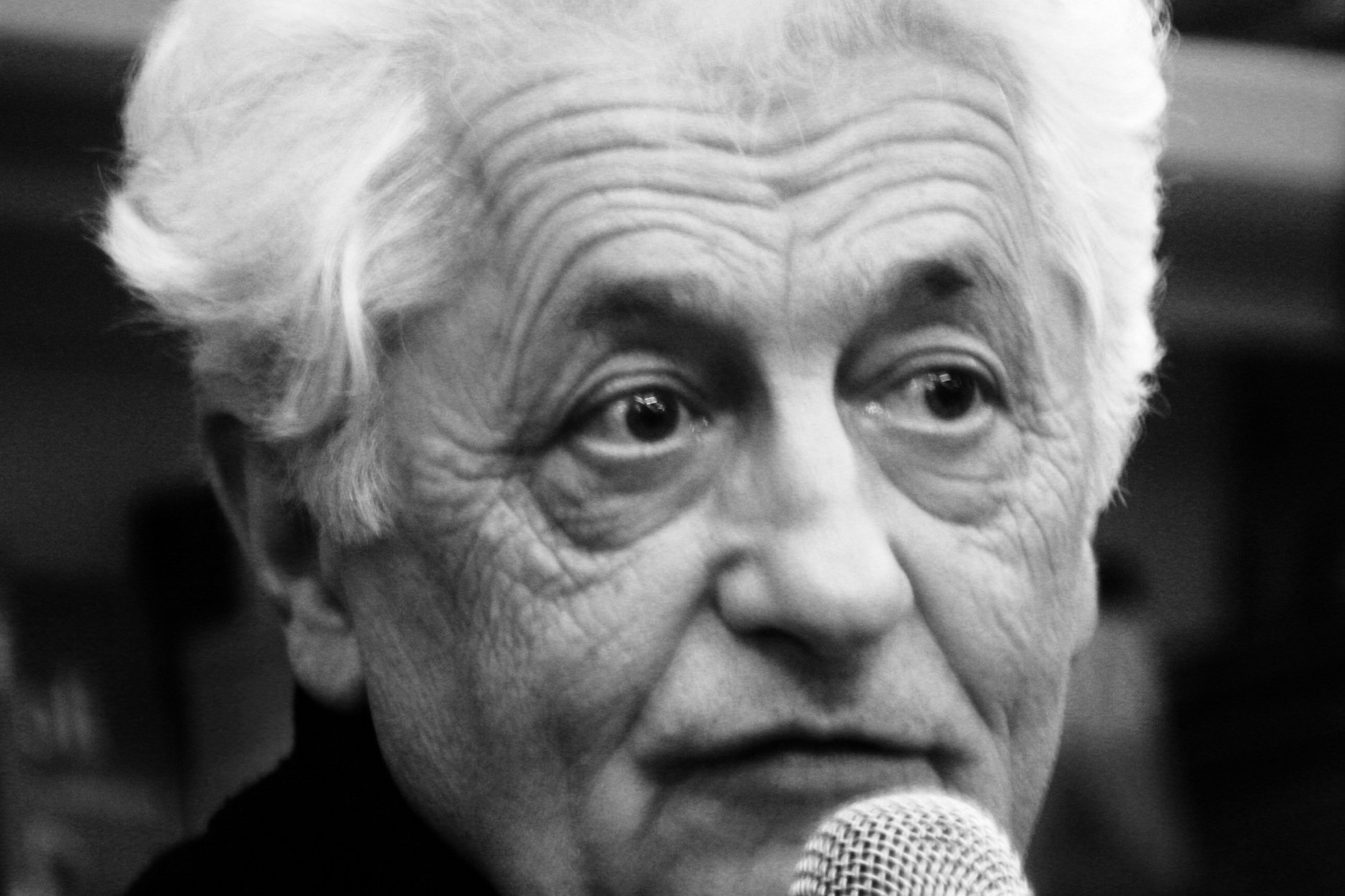
Porträt Macchiavellis im Jahr 2008

Loriano Macchiavelli (* 12. März 1934 in Vergato, Provinz Bologna) ist ein Autor von Krimis, Kurzgeschichten und Dramen, der zu Beginn seiner Karriere auch als Schauspieler tätig war.

## Leben
Macchiavelli lebt in Bologna, wo auch viele seiner Geschichten spielen, und gilt als einer der Begründer des modernen italienischen Kriminalromans. Im Jahr 1974 schuf er den populärsten Charakter dieses Genres in Italien: Kommissar Antonio Sarti. Zusammen mit den Autoren Marcello Fois und Carlo Lucarelli gründete Macchiavelli die literarische Vereinigung „Gruppo 13“.

## Ehrungen
2007 erhielt er für den gemeinsam mit Francesco Guccini verfassten Roman Tango e gli altri den Premio Giorgio Scerbanenco für den besten italienischen Kriminalroman des Jahres zugesprochen.

## Kritik
„Das Besondere... ist zum einen der selbstbewusste Erzähler, der sich ständig ins Geschehen einmischt und es kommentiert. In Kriminalromanen ist das eine eher seltene literarische Erscheinung – dabei sorgt sie für viel Spaß und Unterhaltung. Zum anderen ist Sarti Antonio ein wunderbar eigenwilliger Ermittler, ein einfacher Mann, der seinen Nachnamen stets vor dem Vornamen nennt, nicht immer der schnellste im Kopf ist, guten Espresso liebt und unter Darmentzündung leidet. Kein Held, doch einer der aufrecht durch die Straßen einer Großstadt geht – dieser Roman ist ein wundervolles Bologna-Portrait und ein fein- und hintersinniger Kriminalroman“

## Werke (Auswahl)

### Alleinige Autorenschaft
Standalones
- Sui colli all’alba. Einaudi, Turin 2005, ISBN 88-06-16583-6 (EA Mailand 1976).
- Sequenze di memoria.Einaudi, Turin 2007, ISBN 978-88-06-20202-6 (EA Mailand 1976).
- Passato, presente e chissà. Einaudi, Turin 2007, ISBN 978-88-06-17797-3 (EA Mailand 1978).
- L’archivista. Mondadori, Mailand 1981.
- La strage dei centauri. Garzanti, Mailand 1981.
- La balla delle scarpe di ferro. Diabasis, Reggio Emilia 2000, ISBN 88-8103-194-9 (EA Mailand 1983).
- Un triangolo a quattro lati. Rizzoli, Mailand 1992, ISBN 88-17-66107-4.
- Partita con il ladro. Editrice Piccoli, Turin 1992, ISBN 88-261-7074-6.
- Sospiri, lamenti e ali di pipistrello. Sonda, Turin 1992, ISBN 88-7106-162-4.
- Coscienza sporca. Mondadori, Mailand 1995, ISBN 88-04-39844-2.
- Sgumbéi. Le porte della città nascosta. Mondadori, Mailand 1998, ISBN 88-04-44306-5.
- Delitti di gente qualunque. Mondadori, Mailand 2009, ISBN 978-88-04-58444-5.

Antonio Sarti Zyklus
- Le piste dell’attentato. Einaudi, Turin 2004, ISBN 88-06-16582-8 (EA Mailand 1974).
- Fiori alla memoria. Einaudi, Turin 2001, ISBN 88-06-15753-1 (EA Mailand 1975).
  - Tödliches Gedenken. Piper Verlag, München 2005, ISBN 3-492-27104-9.[2]
- Ombre sotto i portici. Einaudi, Turin 2003, ISBN 88-06-15754-X (EA Mailand 1976).
  - Die Mörder von Sanleonardo. Piper Verlag, München 2009, ISBN 978-3-492-27130-1.[2]
- I sotteranei di Bologna. Mondadori, Mailand 2003.
  - Unter den Mauern von Bologna. Piper Verlag, München 2005, ISBN 3-492-24543-9[2]
- Sarti Antonio. Un questurino, una città. Mailand 1979.
- Sarti Antonio. Un diavolo per capello. Einaudi, Turin 2008, ISBN 978-88-06-19333-1 (EA Mailand 1980).
- Sarti Antonio. Caccia tragica. Einaudi, Turin 2005, ISBN 88-06-19934-X (EA Mailand 1981).
- Sarti Antonio e l’amico americano. Vallardi, Mailand 1983.
- Stop per Sarti Antonio. Cappelli, Bologna 1987.
- Sarti Antonio e il malato immaginario. Flaccovio, Palermo 2006, ISBN 88-7758-690-7 (EA Bologna 1988).
- Sarti Antonio. Un poliziotto, una città. Rizzoli, Mailand 1991, ISBN 88-17-66421-9 (Kurzgeschichten).
- Sarti Antonio e il diamante insanguinato. Sonda, Casale Monferrato 2005, ISBN 88-7106-420-8 (EA Mailand 1994).
- Sarti Antonio e la ballata per chitarra e coltello. Sonda, Casale Monferrato 2005, ISBN 88-7106-419-4 (EA Mailand 1994).
- Sarti Antonio e il mistero cinese. Sonda, Casale Monferrato 2005, ISBN 88-7106-422-4 (EA Mailand 1994).
- Sarti. Antonio. La via dell’inferno. Mondadori, Mailand 2007, ISBN 978-88-04-57213-8 (EA Mailand 2001).
- Replay per Sarti Antonio. Mondadori, Mailand 1996 (enthält „Le piste dell’attentato“, „Fiori alla memoria“, „Ombre sotto i portici“).

Sachbücher
- La rosa e il suo doppio. Cappelli, Bologna 1987.
  - Die Wahrheit der Rose. Umberto Eco, der Film und der Mörder. Heyne-Verlag, München 1988, ISBN 3-453-02888-0 (übers. von Mark Schönwasser).

### Zusammen mit Francesco Guccini
Benedetto-Santovino-Reihe
- Macaroni. Mondadori, Mailand 1977, ISBN 88-04-41753-6.
  - Der einsame Weg. Goldmann, München 1998, ISBN 3-442-43987-6.[3]
- Disco dei Platters. Mondadori, Mailand 1998, ISBN 88-04-45062-2.
  - Tod im Apennin. Goldmann, München 2000, ISBN 3-442-24790-X.[3]
- Questo sangue che impasta la terra. Mondadori, Mailand 2001, ISBN 88-04-50272-X.
  - Die Teufelsgrube. Goldmann, München 2003, ISBN 3-442-45248-1.[3]
- Lo spirito a altri briganti. Mondadori, Mailand 2002, ISBN 88-04-50272-X.
- Tango e gli altri. Mondadori, Mailand 2007, ISBN 978-88-04-56128-6.